# Charles Westerberg
Charles August Valentin Westerberg, född 14 februari 1889 i Nyköpings östra församling i Södermanlands län, död 8 november 1963 i Nyköpings Sankt Nicolai församling, var en svensk entreprenör.
Charles Westerberg grundade 1919 företaget Charles Westerberg & Co AB i Nyköping, senare Cewe, som tillverkade elektrisk utrustning.
Han var från 1913 gift med Elisabet Ekholm (1894–1956) och far till Folke Westerberg (1915–1985) och Hans Westerberg (1921–1981) samt farfar till Lars Westerberg och Per Westerberg. Han är begravd på Nyköpings nya kyrkogård.